# 阿羅哈客運
阿羅哈客運（アロハきゃくうん、アロハバス）はかつて台湾高雄市を拠点に南北間の長距離高速バス路線を展開していたバス事業者。定期路線撤退から半年後の2022年夏、観光バス事業者として再出発している。

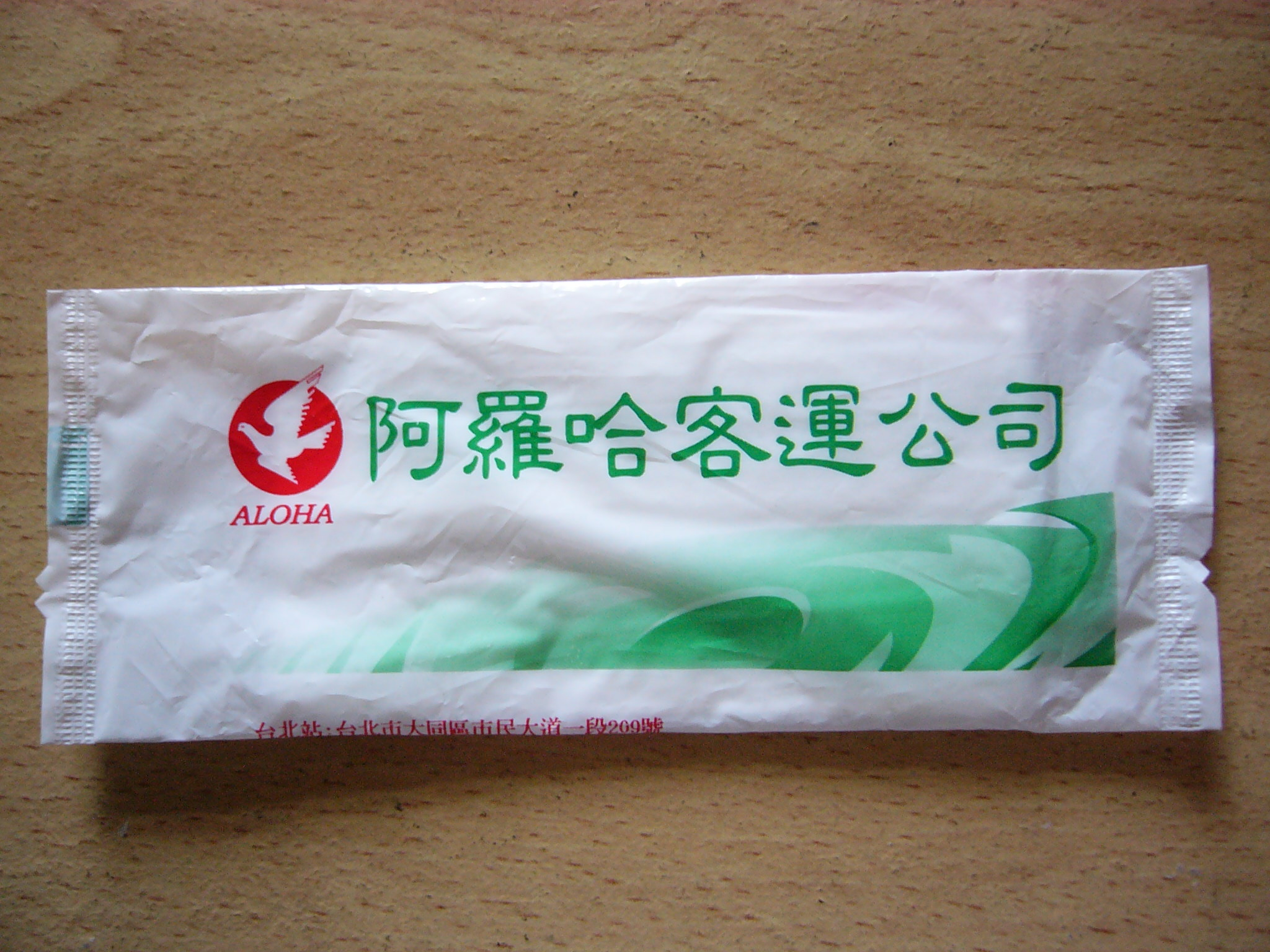
阿羅哈客運のおしぼり

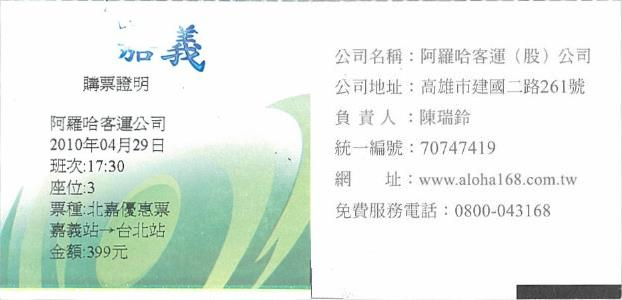
阿羅哈客運の乗車券。表面と裏面

## 概要
観光バス業者の世昌通運が前身。1995年以降の交通部による国道客運民間開放時に現在の社名に改名のうえ、免許申請。
1998年、1999年に台北市 - 嘉義市・高雄市の免許を取得し、市場参入を果たした。
新型コロナウイルス流行による利用客の急減に伴い、2020年7月1日に板橋新竹線（3777路）の運行を終了し、2021年8月2日には嘉義線の運行を1ヶ月間運休。2022年2月19日、全路線の運行を終了。

### 特色
緑一色の車体がトレードマークで、企業理念として「永遠以乘客的需求為走向（永遠の顧客志向）」、「提供超越乘客期待的服務為目標（乗客の期待する以上のサービス提供を目標とする）」」を掲げ、台湾唯一の女性客室乗務員添乗、「総統座」(總統座,プレジデント・シート)と呼ばれる座席ごとに備えられたテレビ、ゲーム用液晶モニター、充電コンセント、電動マッサージ機能つきの独立2列フルリクライニングシートや、無料の軽食・ドリンク・雑誌・毛布サービスなど低価格を売りにする並行他社路線とは一線を画した高級志向で知られているほか、女性経営者による独自のプロモーションも話題性が高い。2017年9月、国内事業者で最後まで残っていた客室乗務員サービスを終了。
総統座椅のほか、3列座席の皇后号もある。台北 - 高雄間は総統座の片道普通運賃で715元台（オフピークの促哨時段で590元）、皇后座で同618元台（促哨時段540元）と他社より高めだが、24時間高頻度運行で競争力を維持している。鉄道と比べても所要時間（約5時間）でも台鉄自強号とは大差がなく、利便性・経済性では優位にある。

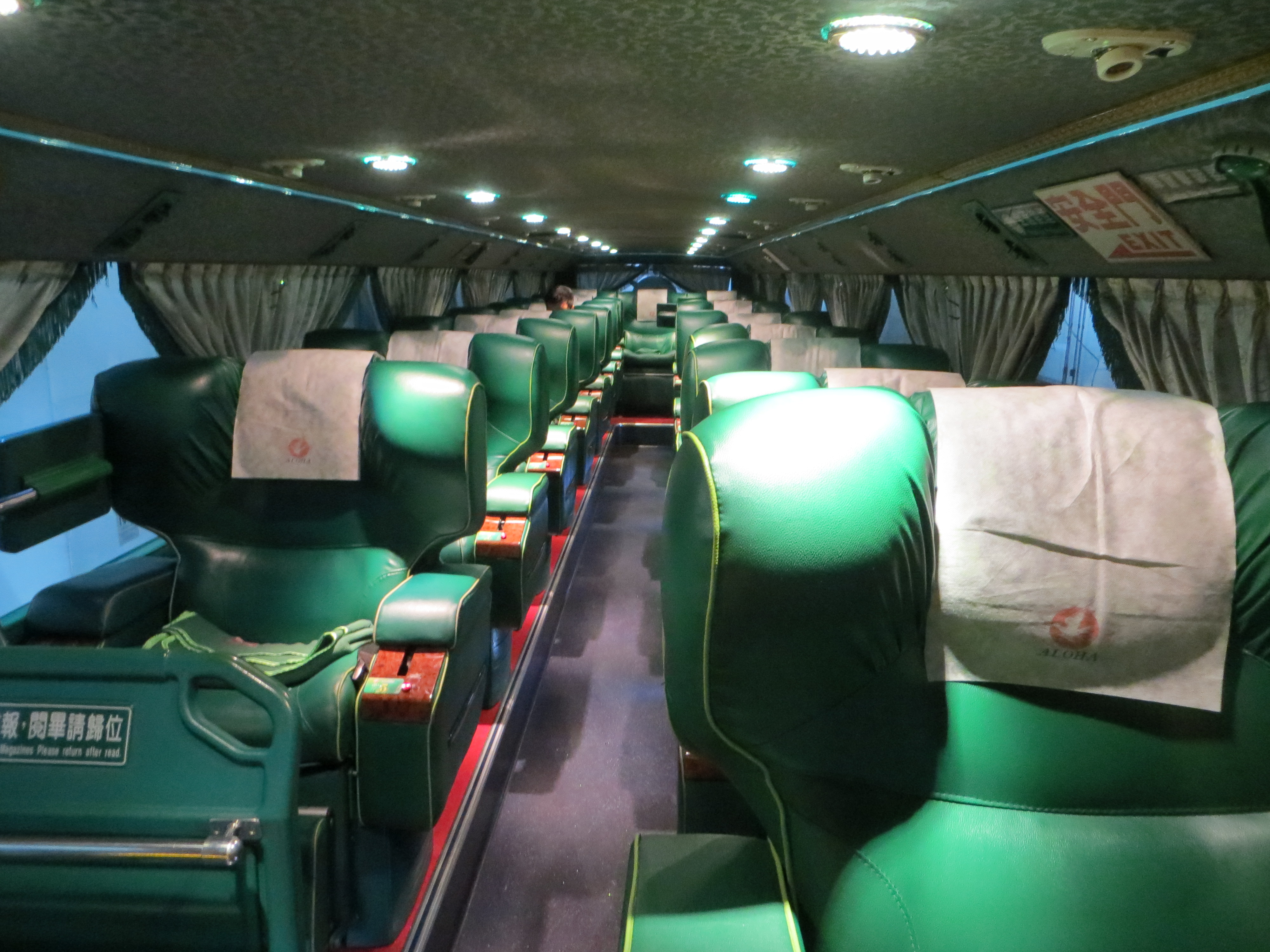
総統座
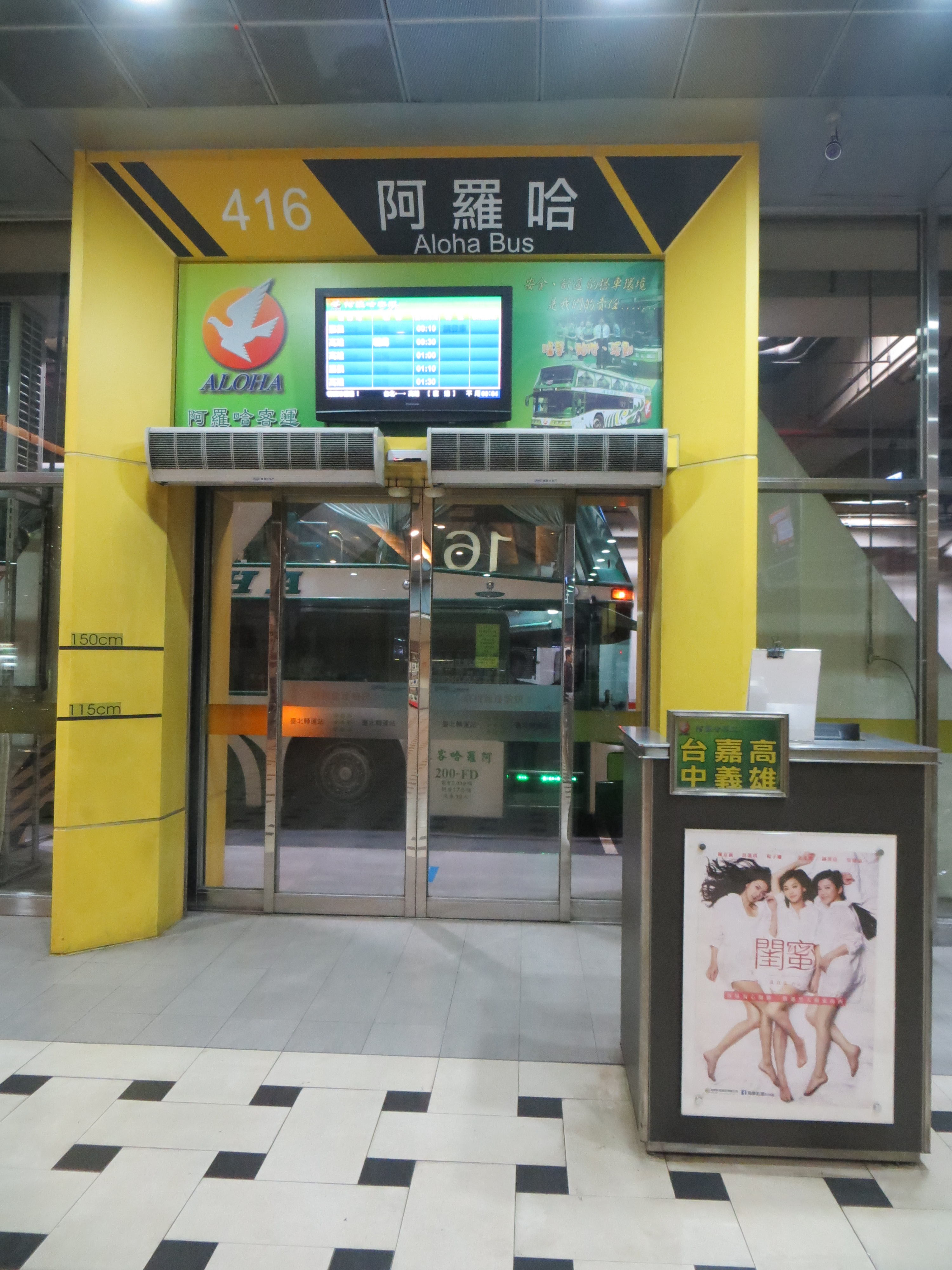
台北転運站ののりば

## バスターミナル
| 站名      | 住所                                        | 備考                       |
| --------- | ------------------------------------------- | -------------------------- |
| 台北総站  | 台北市大同区市民大道一段209号               | 台北転運駅                 |
| 新荘站    | 新北市新荘区新北大道二段290号（旧称中山路） |                            |
| 板橋站    | 新北市板橋区新站路66号                      | zh:新北板橋轉運站(板橋駅） |
| 林口站    | 桃園市亀山区復興一路145号                   | 林口交流道至近             |
| 桃園站    | 桃園市蘆竹区南崁里17鄰4-6号                 | 桃園交流道至近             |
| 新竹站    | 新竹市大学路29号                            | 新竹交流道至近             |
| zh:朝馬站 | 台中市西屯区與至善路2号                     | 台中交流道至近             |
| 斗南站    | 雲林県斗南鎮大業路85号                      | 斗南交流道至近             |
| 大林站    | 嘉義県大林鎮甘蔗菕小段306号                 | 大林交流道至近             |
| 嘉義北站  | 嘉義市北港路1430之1号                       | 嘉義交流道至近             |
| 嘉義総站  | 嘉義市中興路1号                             | 嘉義転運站(台鉄嘉義後站)   |
| 岡山站    | 高雄市燕巣区安招路830号                     | 岡山交流道至近             |
| 楠梓站    | 高雄市楠梓区楠梓交流道北上處                | 楠梓交流道至近             |
| 九如站    | 高雄市三民区九如路一段204号                 | 高雄交流道至近             |
| 高雄總站  | 高雄市三民区建国二路261号                   | 台鉄高雄駅前               |

## 路線

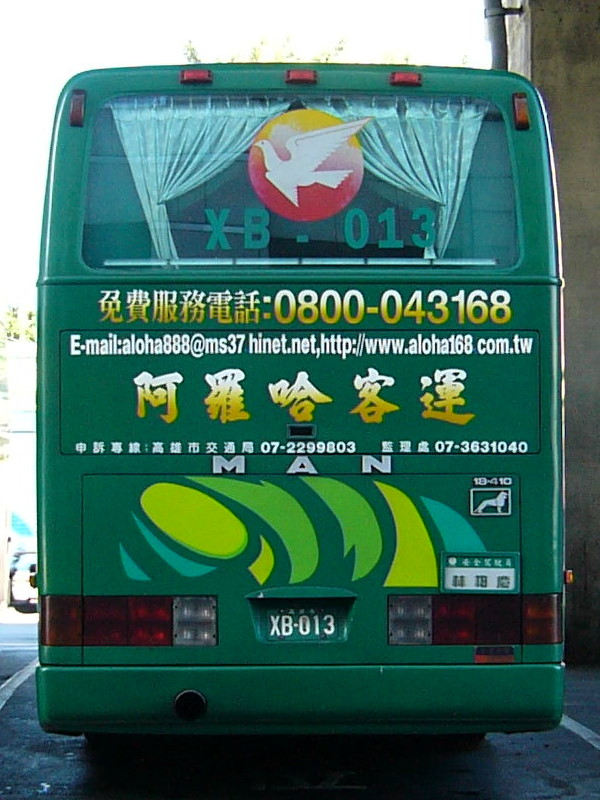
車両背面

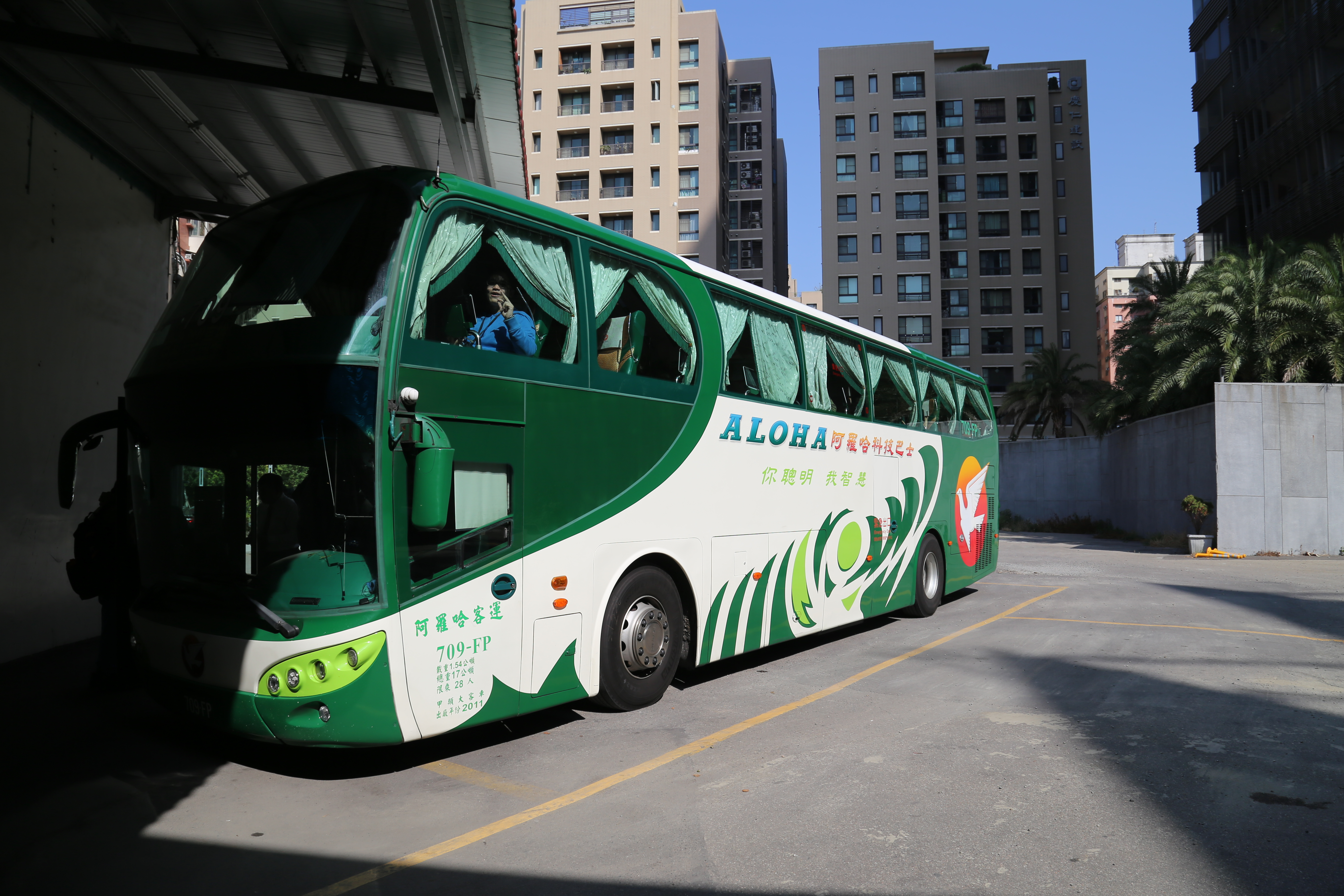
阿羅哈客運SCANIA K380IB皇后号

嘉義・高雄線ともノンストップの直達と途中の交流道で客扱いをする便がある
- 3777：板橋 - 新竹・香山転運站
- 3888：台北 - （台中・朝馬站） - 嘉義
- 3999：台北 - （新竹） - （台中・朝馬站） - 高雄：上述の総統座車両使用。路線廃止後、和欣客運が免許を引き継ぎ、2024年4月1日より台北 - 高雄間の直行便（7513）に参入している。
- zh:台中市公車18路：かつての台中市市区公車（中国語版）運行路線。2013年3月1日に撤退後は統聯客運が引き継いでいる[7]。

## 使用車種
- スカニア：K340IB、K380IB
- MAN：18.410HOCL
- いすゞ：NQR70PBL：台中市区公車用